# Год (ТВ филм)
„Год” је југословенски и хрватски ТВ филм из 1980. године. Режирао га је Звонимир Бајсић који је написао и сценарио.

## Улоге
| Глумац          | Улога |
| --------------- | ----- |
| Вида Јерман     |       |
| Фрањо Мајетић   |       |
| Хермина Пипинић |       |
| Зорко Рајчић    |       |
| Звонимир Рогоз  |       |